# Iwanow
Iwanow oder Ivanov (kyrillisch Иванов) (seltener auch Ivanoff oder Iwanoff), in der weiblichen Form Iwanowa oder Ivanova, ist ein verbreiteter russischer und bulgarischer Familienname, abgeleitet vom Vornamen Iwan. In Russland ist er statistisch nach Smirnow der zweithäufigste Familienname, wird jedoch meist als der häufigste und typischste wahrgenommen. (Iwan) Iwanow ist das russische Pendant zu Otto Normalverbraucher.

## Varianten
- Iwanowski
- Ivanovs

## Namensträger

### A
- Albert Iwanow (1931–2000), sowjetischer Marathonläufer
- Albina Gennadjewna Iwanowa (* 1977), russische Langstreckenläuferin, siehe Albina Gennadjewna Majorowa
- Aleksi Iwanow Wassilew (1922–1997), bulgarischer Politiker
- Alewtina Michailowna Iwanowa (* 1975), russische Langstreckenläuferin

- Alexander Iwanow (Sprinter) (* 1944), sowjetischer Sprinter
- Alexander Iwanow (Fußballspieler) (* 1956), bulgarischer Fußballspieler
- Alexander Ivanov (Schachspieler) (* 1956), US-amerikanischer Schachspieler
- Alexander Iwanow (Sänger) (* 1994), belarussisch-russischer Sänger
- Alexander Iwanow-Gai (1878–1926), russischer Filmregisseur
- Alexander Alexandrowitsch Iwanow (* 1965), russischer Schachspieler
- Alexander Alexandrowitsch Iwanow (Astronom) (1867–1939), russischer Astronom
- Alexander Alexandrowitsch Iwanow (Winzer) (1870–1946), russischer Winzer
- Alexander Alexejewitsch Iwanow (* 1993), russischer Geher
- Alexander Andrejewitsch Iwanow (1806–1858), russischer Maler
- Alexander Gawrilowitsch Iwanow (1898–1984), sowjetischer Filmregisseur
- Alexander Iwanowitsch Iwanow (Fußballspieler) (1928–1997), sowjetischer Fußballspieler
- Alexander Iwanowitsch Iwanow (Schriftsteller) (* 1938), sowjetischer und anschließend kirgisischer Schriftsteller
- Alexander Jurjewitsch Iwanow (* 1985), russischer Boxer
- Alexander Konstantinowitsch Iwanow (* 1989), russischer Gewichtheber
- Alexander Michailowitsch Iwanow (* 1945), sowjetischer Tennisspieler
- Alexander Michailowitsch Iwanow-Kramskoi (1912–1973), sowjetischer Gitarrist, Komponist, Dirigent und Musikpädagoge
- Alexander Nikolajewitsch Iwanow (Ringer) (* 1951), sowjetischer Ringer
- Alexander Nikolajewitsch Iwanow (Kunstsammler) (* 1962), russischer Kunstsammler
- Alexander Walerjewitsch Iwanow (* 1982), russischer Speerwerfer
- Alexandra Ivanova (Konzertpianistin) (* um 1984), russische Pianistin und Cembalistin
- Alexandra Ivanova (Jazzmusikerin) (* um 1990), österreichische Jazzmusikerin
- Alexei Iwanowitsch Iwanow (1878–1937), russischer Sinologe und Tangutologe
- Alexej Petrowitsch Iwanow (1904–1982), russischer Opernsänger (Bariton)
- Alexei Sergejewitsch Iwanow (* 1988), russischer Eishockeytorwart
- Alexei Wiktorowitsch Iwanow (* 1969), russischer Schriftsteller und Drehbuchautor
- Alexei Wladimirowitsch Iwanow (* 1981), russischer Fußballspieler
- Alexei Iwanow (Rennfahrer) (* 1991), russischer Motorradrennfahrer
- Alexej Petrowitsch Iwanow (1904–1982), russischer Opernsänger (Bariton)
- Alina Petrowna Iwanowa (* 1969), russische Geherin und Langstreckenläuferin
- Aljona Sergejewna Makarowa (* 1994), russisch-moldawische Biathletin
- Anastassija Wassiljewna Iwanowa (* 1979), russisch-belarussische Stabhochspringerin, siehe Anastassija Schwedowa
- Anastassija Dmitrijewna Iwanowa (* 2000), russische Singer-Songwriterin, siehe Gretschka
- Anastassija Andrejewna Iwanowa (* 1990), russische Fechterin
- Anastassija Nikolajewna Iwanowa (* 1982), belarussische Mittel- und Langstreckenläuferin, siehe Nastassja Iwanowa
- Anastassija Semjonowna Iwanowa (1958–1993), sowjetische Schauspielerin
- Anatoli Georgijewitsch Iwanow-Smolenski (1895–1982), sowjetischer Psychiater und Pathophysiologe
- Anatoli Grigorjewitsch Iwanow (1936–2000), sowjetischer bzw. russischer Schauspieler
- Anatoli Iwanowitsch Iwanow (1928–2013), sowjetischer Fußballschiedsrichter
- Anatoli Jewgenjewitsch Iwanow (* 1950), sowjetischer Ruderer
- Anatoli Stepanowitsch Iwanow (1928–1999), russischer Schriftsteller
- Anatoli Wassiljewitsch Iwanow (Musiker) (1934–2012), russischer Schlagzeuger, Komponist und Dirigent
- Anatoli Wassiljewitsch Iwanow (Regisseur) (* 1941), russischer Regisseur
- Andrei Alexandrowitsch Iwanow (* 1981), russischer Eishockeyspieler
- Andrei Alexandrowitsch Iwanow (* 1990), belarussischer Pianist, siehe Andrej Iwanou
- Andrei Alexejewitsch Iwanow (Fußballspieler) (* 1988), russischer Fußballspieler
- Andrei Iwanowitsch Iwanow (1775–1848), russischer Maler des Klassizismus
- Andrei Jewgenjewitsch Iwanow (1967–2009), russisch-sowjetischer Fußballspieler
- Andrei Wjatscheslawowitsch Iwanow (* 1971), estnisch-russischer Schriftsteller, siehe Andrej Iwanow (Schriftsteller)
- Andrei Wladimirowitsch Iwanow (* 1976), russischer Schwimmer
- Andrei Wladlenowitsch Iwanow (* 1973), russischer Freestyle-Skier
- Andrej Iwanow (Schriftsteller) (* 1971), estnisch-russischer Schriftsteller
- Andrej Alexejewitsch Iwanow (Sänger) (1900–1970), russisch-sowjetischer Sänger (Bariton)
- Andrej Wladimirowitsch Iwanow (* 1976), russischer Schwimmer
- Anna Iwanowa (Psychologin) (* 1954), bulgarische Psychologin und Hochschullehrerin
- Anna Iwanowa (Volleyballspielerin, 1978) (* 1978), bulgarische Volleyballspielerin
- Anna Iwanowa (Volleyballspielerin, 1987) (* 1987), russische Volleyballspielerin
- Anna Iwanowa (Turnerin) (* 1988), russische Trampolinturnerin
- Anna Iwanowa (Boxerin), russische Boxerin
- Anna Nikolajewna Iwanowa (* 2000), russische Beachhandballspielerin
- Antani Iwanow (* 1999), bulgarischer Schwimmer
- Anton Iwanow (Leichtathlet) (* 1971), bulgarischer Sprinter
- Anton Iwanowitsch Iwanow-Goluboi (1818–1863), russischer Maler
- Anton Iwanow Kosinarow (1884–1942), bulgarischer Politiker und Gewerkschafter
- Anton Alexandrowitsch Iwanow (Richter) (* 1965), russischer Richter
- Anton Alexandrowitsch Iwanow (Badminton) (* 1987), russischer Badmintonspieler
- Anton Andrejewitsch Iwanow (1815–1848), russischer Bildhauer
- Anton Dawidowitsch Iwanow (* 1950), russischer Schriftsteller
- Anton Gennadjewitsch Iwanow (* 1981), russischer Schauspieler
- Anton Sergejewitsch Iwanow (* 1983), russischer Fechter
- Antonina Grigorjewna Iwanowa (1932–2006), sowjetische Kugelstoßerin
- Artem Iwanow (* 1987), ukrainischer Gewichtheber
- Artemij V. Ivanov (1906–1992), russischer Zoologe

### B
- Biser Iwanow (* 1973), bulgarischer Fußballspieler
- Bogdan Iwanow (* 1937), bulgarischer Kanute
- Boris Petrowitsch Iwanow (* 1947), sowjetischer Zehnkämpfer
- Borislawa Iwanowa (* 1966), bulgarische Kanutin
- Boschidar Iwanow (Turner) (* 1943), bulgarischer Turner
- Boschidar Iwanow (Boxer) (* 1956), bulgarischer Boxer

### C
- Christian Iwanow (* 1977), bulgarischer Turner
- Christo Iwanow (Fußballspieler, 1982) (* 1982), bulgarischer Fußballspieler
- Christo Iwanow (Fußballspieler, 2000) (* 2000), bulgarischer Fußballspieler
- Clement Ivanov (* 1990), estnischer E-Sportler

### D
- Dasha Ivanova (* 1996), US-amerikanische Tennisspielerin
- Desi Ivanova, australische Schauspielerin und Filmschaffende
- Diana Ivanova (Journalistin) (* 1968), bulgarische Journalistin und Kulturmanagerin
- Diana Ivanova (Volleyballspielerin) (* 1989), lettische Sitzvolleyballspielerin
- Dimitar Iwanow (1894–1975), bulgarischer Chemiker
- Dimitar Iwanow (Kanute) (* 1975), bulgarischer Kanute
- Dimitrana Iwanowa (1881–1960), bulgarische Frauenrechtlerin, Lehrerin, Bildungsreformerin und Journalistin
- Dimitrie Ivanov (1944–1998), rumänischer Kanute
- Dmitri Iwanowitsch Iwanow (1928–1993), sowjetischer Gewichtheber
- Dobri Iwanow (* 1965), bulgarischer Ringer
- Dragán Ivanov (* 1942), ungarischer Dreispringer
- Dumitru Ivanov (* 1946), rumänischer Ruderer

### E
- Eduard Georgijewitsch Iwanow (1938–2012), sowjetischer Eishockeyspieler
- Edwin Nikolajewitsch Iwanow (* 1970), russischer Sprinter
- Emil Ivanov (Sänger) (* 1961), bulgarischer Opernsänger (Tenor)
- Emil Iwanow (Ringer) (* 1962), bulgarischer Ringer
- Emil Iwanow (Archäologe) (* 1970), bulgarischer Archäologe
- Evgheni Ivanov (* 1966), moldauischer Fußballspieler
- Ewgeni Iwanow (* 1974), bulgarischer Volleyballspieler

### F
- Fedor Ivanov (* 2000), finnischer Volleyballspieler
- Fjodor Fjodorowitsch Iwanow (1873–1917), russischer Generalmajor
- Fjodor Sergejewitsch Iwanow (1897–1973), sowjetisch-russischer Generalleutnant

### G
- Galin Iwanow (* 1988), bulgarischer Fußballspieler
- Galina Iwanowa (Ringerin) (* 1968), bulgarische Ringerin
- Galina Kolewa Iwanowa (* 1978), bulgarische Boxerin
- Georgi Iwanow (Kosmonaut) (* 1940), bulgarischer Kosmonaut und Politiker
- Georgi Iwanow (Fußballspieler, 1947) (* 1947), bulgarischer Fußballspieler
- Georgi Iwanow (Politiker) (* 1954), bulgarischer Politiker, Bürgermeister von Chaskowo
- Georgi Iwanow (Fußballspieler, 1967) (* 1967), bulgarischer Fußballspieler
- Georgi Iwanow (Fußballspieler, 1976) (* 1976), bulgarischer Fußballspieler
- Georgi Iwanow (Fußballspieler, 1980) (* 1980), bulgarischer Fußballspieler
- Georgi Iwanow (Leichtathlet) (* 1985), bulgarischer Kugelstoßer
- Georgi Iwanow (Ringer) (* 1989), bulgarischer Ringer
- Georgi Alexandrowitsch Iwanow (1907–1947), sowjetisch-russischer Generalleutnant
- Georgi Wladimirowitsch Iwanow (1894–1958), russischer Dichter
- Georgi Sergejewitsch Iwanow (* 1998), russischer Eishockeyspieler
- Gjorge Ivanov (* 1960), mazedonischer Jurist und Politiker

### H
- Haralambie Ivanov (1941–2004), rumänischer Kanute

### I
- Igor Iwanow (Ruderer) (* 1931), sowjetischer Ruderer
- Igor Iwanow (Geologe), sowjetischer Geologe
- Igor Iwanow (Eishockeyspieler) (* 1970), Eishockeyspieler
- Igor Jurjewitsch Iwanow (* 1954), russischer Schauspieler
- Igor Sergejewitsch Iwanow (* 1945), russischer Politiker
- Igor Wassiljewitsch Iwanow (auch Igor Ivanov, 1947–2005), sowjetisch-kanadischer Schachspieler
- Iliana Iwanowa (* 1975), bulgarische Politikerin
- Ilja Ivanov (* 2003), finnischer Volleyballspieler
- Ilja Iwanowitsch Iwanow (1870–1932), russischer Biologe
- Illarion Alexandrowitsch Iwanow-Schitz (1865–1937), russischer Architekt
- Ion Ivanov (* 1956), rumänischer Ringer
- Irina Konstantinowna Iwanowa (1906–1987), sowjetische Quartärforscherin und Paläontologin
- Iwa Iwanowa (* 2006), bulgarische Tennisspielerin
- Iwajlo Iwanow (* 1994), bulgarischer Judoka
- Iwan Iwanow (Sportschütze) (1921–??), bulgarischer Sportschütze
- Iwan Iwanow (Ringer, 1937) (1937–2010), bulgarischer Ringer
- Iwan Iwanow (Weitspringer) (* 1938), bulgarischer Weitspringer
- Iwan Iwanow (Fußballspieler, 1942) (1942–2006), bulgarischer Fußballspieler
- Iwan Iwanow (Volleyballspieler) (* 1950), bulgarischer Volleyballspieler
- Iwan Iwanow (Bogenschütze) (* 1956), bulgarischer Bogenschütze
- Iwan Iwanow (Badminton) (Iwan Dobrew Iwanow; * 1966), bulgarischer Badmintonspieler
- Iwan Iwanow (Ringer, 1968) (* 1968), bulgarischer Ringer
- Iwan Iwanow (Radsportler), sowjetischer Radsportler
- Iwan Iwanow (Gewichtheber) (* 1971), bulgarischer Gewichtheber
- Iwan Iwanow (Turner) (* 1974), bulgarischer Turner
- Iwan Iwanow (Schwimmer) (* 1979), kirgisischer Schwimmer
- Iwan Iwanow (Ringer, 1986) (* 1986), bulgarischer Ringer
- Iwan Iwanow (Skilangläufer) (* 1987), russischer Skilangläufer
- Iwan Iwanow (Fußballspieler, 1988) (* 1988), bulgarischer Fußballspieler
- Iwan Iwanow (Triathlet) (* 1989), ukrainischer Triathlet
- Iwan Iwanow (Kugelstoßer) (* 1992), kasachischer Kugelstoßer
- Iwan Iwanow (E-Sportler) (MinD_ContRoL; * 1995), bulgarischer E-Sportler
- Iwan Iwanow (Tennisspieler) (* 2008), bulgarischer Tennisspieler
- Iwan Alexejewitsch Iwanow (Maler) (1780–1848), russischer Maler
- Iwan Iwanowitsch Iwanow († 1869), russischer Student, siehe Sergei Gennadijewitsch Netschajew #Leben
- Iwan Iwanowitsch Iwanow (1909–1941), sowjetischer Kampfpilot
- Iwan Iwanowitsch Iwanow (Mathematiker) (1862–1939), russischer Mathematiker
- Iwan Leonidowitsch Iwanow (* 1948), sowjetischer Mittelstreckenläufer
- Iwan Petrowitsch Iwanow-Wano (1900–1987), sowjetischer Trickfilmregisseur und Drehbuchautor
- Iwo Iwanow (* 1985), bulgarischer Fußballspieler

### J
- Jaroslaw Olegowitsch Iwanow (* 1991), russischer Biathlet
- Jawor Iwanow (* 1964), bulgarischer Eiskunstläufer
- Jekaterina Gennadjewna Iwanowa, Geburtsname von Jekaterina Gennadjewna Winogradowa (* 1977), russischstämmige Biathletin und Skilangläuferin
- Jekaterina Jewgenjewna Iwanowa (* 1987), russische Tennisspielerin, siehe Jekaterina Jewgenjewna Lopes
- Jelena Iwanowa (Schwimmerin) (* 1963), sowjetische Schwimmerin
- Jelena Iwanowa (Wasserspringerin) (* 1973), kasachische Wasserspringerin
- Jelena Petrowna Iwanowa, russische Mikrobiologin
- Jelena Wladimirowna Iwanowa (1923–2023), sowjetische bzw. russische Kybernetikerin
- Jerzy Iwanow-Szajnowicz (1911–1943), polnisch-griechischer Sportler und Widerstandskämpfer gegen den Nationalsozialismus
- Jewgenija Andrejewna Iwanowa (* 1987), russische Wasserballspielerin
- Jordan Iwanow (Literaturhistoriker) (1872–1947), bulgarischer Literaturhistoriker
- Jordan Iwanow (Reiter) (* 1932), bulgarischer Springreiter
- Jordan Iwanow (Schachspieler) (* 1960), bulgarischer Schachspieler und -trainer
- Jordan Iwanow (Bobfahrer) (* 1967), bulgarischer Bobfahrer
- Jordanka Iwanowa (* 1950), bulgarische Leichtathletin
- Julija Anatoljewna Iwanowa (* 1985), russische Skilangläuferin
- Julija Wiktorowna Iwanowa (* 1977), russische Rhythmische Sportgymnastin
- Juri Iwanow (Fechter) (* 1935), sowjetischer Fechter
- Juri Jewgenjewitsch Iwanow (1957–2010), russischer Offizier
- Juri Michailowitsch Iwanow (* 1952), sowjetischer Skispringer
- Juri Nikolajewitsch Iwanow (1928–1994), Schriftsteller, berichtete über das verschlossene Königsberg (Kaliningrad) und betrieb die deutsch-russische Aussöhnung
- Juri Wassiljewitsch Iwanow (1920–1990), sowjetischer Vizeadmiral

### K
- Kira Walentinowna Iwanowa (1963–2001), russische Eiskunstläuferin
- Kirill Olegowitsch Iwanow (* 1960), sowjetischer Sportschütze
- Konstantin Iwanow (1890–1915), tschuwaschischer Dichter
- Kurbat Iwanow († 1666), Tobolsker Kosake und Entdecker
- Kyrill Iwanow-Smolenski (* 1981), russischer Tennisspieler

### L
- Lea Ivanova (1923–1986), bulgarische Jazzsängerin
- Leonid Iwanow (* 1937), sowjetisch-kirgisischer Langstreckenläufer
- Leonid Grigorjewitsch Iwanow (1921–1990), sowjetischer Fußballspieler
- Leonid Iwanowitsch Iwanow (* 1938), sowjetischer Ruderer
- Lew Iwanowitsch Iwanow (1834–1901), russischer Choreograf
- Lidija Gawrilowna Iwanowa (* 1937), sowjetische Turnerin
- Lili Ivanova (* 1939), bulgarische Sängerin
- Liudmila Iwanowa (* 1978), ukrainische Eiskunstläuferin
- Ljubomir Iwanow (* 1960), bulgarischer Geher

### M
- Maja Iwanowa (* 1983), bulgarische Badmintonspielerin
- Maja Iwanowa (Gewichtheberin) (* 1991), bulgarische Gewichtheberin
- Makari Iwanow (1788–1860), russischer Starez
- Maksim Ivanov (* 1979), estnischer Eishockeyspieler
- Margarita Grigorjewna Iwanowa (1945–2020), sowjetische bzw. russische Mittelalterhistorikerin und Hochschullehrerin
- Maria Rajewskaja-Iwanowa (1840–1912), ukrainisch-russische Malerin und Kunstlehrerin
- Marin Iwanow (* 1954), bulgarischer Fechter
- Marina Iwanowa, Geburtsname von Marina Charlamowa (* 1962), russische Sprinterin
- Marina Iwanowa (Leichtathletin) (* 1983), russische Langstreckenläuferin
- Marina Iwanowa (Leichtathletin, 1972) (* 1972), kasachische Sprinterin
- Marina Lucas Ivanova (* 1962), französische Marathonläuferin russischer Herkunft
- Martin Iwanow (* 1988), bulgarischer Judoka
- Mercurie Ivanov (* 1938), rumänischer Kanute
- Michail Iwanow (Historiker) (* 1943), bulgarischer Historiker
- Michail Iwanow (Schachspieler) (* 1969), russischer Schachspieler
- Michail Iwanow (Physiker), russischer Physiker
- Michail Iwanow (Fußballspieler) (* 1989), bulgarischer Fußballtorhüter
- Michail Michailowitsch Ippolitow-Iwanow (1859–1935), russischer Komponist und Dirigent
- Michail Petrowitsch Iwanow (* 1977), russischer Skilangläufer
- Michail Wladimirowitsch Iwanow (Mikrobiologe) (1930–2018), russischer Mikrobiologe
- Michail Wladimirowitsch Iwanow (* 1958), sowjetischer Wasserballspieler
- Mirela Iwanowa (* 1962), bulgarische Autorin
- Miroslav Ivanov (1929–1999), tschechischer Journalist und Schriftsteller
- Mitko Trendafilow Iwanow (* 1969), bulgarischer Fußballspieler, siehe Mitko Trendafilow
- Modest Wassiljewitsch Iwanow (1875–1942), sowjetischer Admiral

### N
- Nadeschda Iwanowa (* 2004), bulgarische Fußballspielerin
- Nastassja Iwanowa (* 1982), belarussische Mittel- und Langstreckenläuferin
- Nastassja Mirontschyk-Iwanowa (* 1989), belarussische Weitspringerin
- Natalija Alexandrowna Iwanowa-Kramskaja (* 1939), russische Gitarristin und Musikpädagogin
- Natalja Iwanowa (Ringerin) (* 1969), russisch-tadschikische Ringerin
- Natalja Borissowna Iwanowa (* 1945), sowjetische bzw. russische Journalistin und Literaturwissenschaftlerin
- Natalja Dmitrijewna Iwanowa (* 1967), russische Badmintonspielerin
- Natalja Iwanowna Iwanowa (1900–1979), russische Malerin
- Natalja Iwanowna Iwanowa (Ökonomin) (* 1949), sowjetisch-russische Ökonomin und Hochschullehrerin
- Natalja Nikolajewna Iwanowa (Taekwondoin) (* 1971), russische Taekwondoin
- Natalja Nikolajewna Iwanowa (Leichtathletin) (* 1981), russische Leichtathletin
- Natalja Wladimirowna Iwanowa (* 1984), russische Seglerin
- Newjana Iwanowa (* 1962), bulgarische Ruderin
- Nicolas Ivanoff (* 1967), französischer Kunstflugpilot
- Nikita Iwanow (Eishockeyspieler) (* 1989), kasachischer Eishockeyspieler
- Nikita Jurjewitsch Iwanow (* 1986), russischer Boxer
- Nikolai Iwanow (Astronom), sowjetischer Astronom
- Nikolai Iwanow (Skilangläufer) (* 1971), kasachischer Skilangläufer
- Nikolai Iwanow (Volleyballspieler) (* 1972), bulgarischer Volleyballspieler
- Nikolai Iwanow (Radsportler) (* 1989), kasachischer Radrennfahrer
- Nikolai Iudowitsch Iwanow (1851–1919), russischer General
- Nikolai Markelowitsch Iwanow (1911–1974), sowjetisch-russischer Generalmajor
- Nikolai Nikolajewitsch Iwanow (* 1942), sowjetischer Sprinter
- Nikolai Petrowitsch Iwanow (1949–2012), sowjetischer Ruderer
- Nikolai V. Ivanov (* 1954), russisch-US-amerikanischer Mathematiker
- Nikolai Wladimirowitsch Iwanow (* 1964), russischer Fußballschiedsrichter

### O
- Oleg Alexandrowitsch Iwanow (* 1986), russischer Fußballspieler
- Oleg Walentinowitsch Iwanow (* 1962), sowjetisch-russischer Kulturwissenschaftler und Hochschullehrer
- Oleksandr Iwanow (* 1955), ukrainischer Historiker und Hochschullehrer
- Oleksij Iwanow (* 1978), ukrainischer Fußballspieler
- Olga Ivanova (Tennisspielerin) (* 1977), russische Tennisspielerin
- Olga Erikowna Iwanowa (* 1993), russische Taekwondoin
- Olga Wiktorowna Iwanowa (* 1979), russische Kugelstoßerin
- Olimpiada Wladimirowna Iwanowa (* 1970), russische Leichtathletin

### P
- Pawel Gennadjewitsch Iwanow (* 1983), russischer Tennisspieler
- Petar Iwanow (Fußballspieler) (1903–1968), bulgarischer Fußballspieler
- Petar Iwanow (Ringer) (* 1958), bulgarischer Ringer
- Petar Iwanow (Sportkletterer) (* 2000), bulgarischer Sportkletterer
- Petar Iwanow Angelow (* 1932), bulgarischer Skirennläufer
- Petja Kolewa Iwanowa (* 1984), bulgarische Sängerin siehe Preslava
- Petra Ivanov (* 1967), Schweizer Schriftstellerin
- Petro Iwanow (* 1996), ukrainischer Boxsportler
- Pietro Ivanov (1894–1961), italienischer Ruderer
- Polina Iwanowa (* 2002), kasachische Stabhochspringerin
- Porfiri Kornejewitsch Iwanow (1898–1983), russischer Naturheiler und Mystiker

### R
- Rasumnik Wassiljewitsch Iwanow, bekannt als Iwanow-Rasumnik (1878–1946), russischer Kultur- und Literaturkritiker
- Rimma Michailowna Iwanowa (1894–1915), russische Krankenschwester
- Robert Ivanov (* 1994), finnischer Fußballspieler
- Roman Maximowitsch Iwanow (* 1984), russischer Handballspieler
- Rossen Iwanow (* 1966), bulgarischer Jurist und Politiker
- Rumen Iwanow (Archäologe) (* 1956), bulgarischer Archäologe
- Rumen Iwanow (Fußballspieler) (1973–2024), bulgarischer Fußballspieler
- Ruslan Ivanov (* 1973), moldawischer Radrennfahrer

### S
- Sebastian Iwanow (* 1985), deutscher Schwimmer
- Semjon Pawlowitsch Iwanow (1907–1993), russischer Armeegeneral und Held der Sowjetunion
- Serge Ivanoff (1893–1983), russischer/sowjetischer Maler
- Sergei Iwanow (Leichtathlet) (* 1962), sowjetischer Hammerwerfer
- Sergei Iwanow (Journalist) (1969/1970–2000), russischer Journalist
- Sergei Ivanov (Eishockeyspieler) (* 1984), estnischer Eishockeyspieler
- Sergei Andrejewitsch Iwanow (1822–1877), russischer Architekt
- Sergei Borissowitsch Iwanow (* 1953), russischer Politiker
- Sergei Iwanowitsch Iwanow (1940–1985), sowjetischer Schauspieler
- Sergei Iwanowitsch Iwanow (Bildhauer) (1828–1903), russischer Bildhauer und Hochschullehrer
- Sergej Nikolaewitsch Iwanow (* 1980), kirgisischer Fußballspieler
- Sergei Nikolajewitsch Iwanow (* 1979), russischer Mittel- und Langstreckenläufer
- Sergei Petrowitsch Iwanow (1951–2000), ukrainischer Schauspieler
- Sergei Sergejewitsch Iwanow (* 1984), russischer Fußballschiedsrichter
- Sergei Walerjewitsch Iwanow (* 1975), russischer Radrennfahrer
- Sergei Wiktorowitsch Iwanow (* 1960), sowjetisch-russischer Festkörperphysiker und Hochschullehrer
- Sergei Wladimirowitsch Iwanow (Schachspieler) (* 1961), russischer Schachspieler
- Sergei Wladimirowitsch Iwanow (Mathematiker) (* 1972), russischer Mathematiker
- Sergei Wladislawowitsch Iwanow (* 1955), russischer Physiker
- Simeon Iwanow (* 1985), bulgarischer Tennisspieler
- Sinaida Grigorjewna Iwanowa (1897–1979), russische bzw. sowjetische Bildhauerin und Hochschullehrerin
- Sinaida Sergejewna Iwanowa (1865–1913), russische Schriftstellerin, Übersetzerin und Feministin
- Soja Iwanowa (* 1952), kasachische Langstreckenläuferin
- Stanislaw Ivanov (* 1980), moldauischer Fußballspieler
- Stantscho Iwanow (* 1937), bulgarischer Ringer
- Stefan Iwanow (Maler) (1875–1951), bulgarischer Maler
- Stefan Iwanow (Ringer) (* 1957), bulgarischer Ringer
- Stilijan Iwanow (* 1968), bulgarischer Filmregisseur und Drehbuchautor
- Swetla Iwanowa (* 1977), bulgarische Sängerin
- Swetlana Andrejewna Iwanowa (* 1985), russische Schauspielerin
- Swetlana Michailowna Iwanowa (1923–2010), Literaturübersetzerin, siehe Swetlana Geier
- Swetoslaw Iwanow (* 1951), bulgarischer Dressurreiter

### T
- Tatjana Iwanow (1925–1979), deutsche Schauspielerin und Sängerin
- Tatjana Iwanowna Iwanowa (* 1991), russische Rennrodlerin
- Tichomir Iwanow (* 1994), bulgarischer Hochspringer
- Timur Wadimowitsch Iwanow (* 1975), stellvertretender Verteidigungsminister Russlands
- Trifon Iwanow (1965–2016), bulgarischer Fußballspieler

### V
- Valentina Ivanov (* 2001), neuseeländische Tennisspielerin
- Violeta G. Ivanova bulgarische Astronomin
- Vlad Ivanov (* 1969), rumänischer Theater- und Filmschauspieler
- Vladimir Ivanoff (* 1957), bulgarisch-deutscher Musiker, Arrangeur, Ensembleleiter und Musikwissenschaftler
- Vladimir Ivanov (Tennisspieler) (* 1987), estnischer Tennisspieler
- Vladislav Ivanov (* 1990), moldauischer Fußballspieler

### W
- Wadim Gennadjowitsch Iwanow (1943–1996), sowjetischer Fußballspieler
- Wadim Tichonowitsch Iwanow (1937), russischer Biochemiker
- Wadim Wladimirowitsch Iwanow (* 1968), russischer Weitspringer
- Walentin Iwanow (Schriftsteller) (1902–1975), sowjetischer Schriftsteller
- Walentin Iwanow (Ringer) (* 1966), bulgarischer Ringer
- Walentin Iwanow (Astronom) (* 1967), bulgarischer Astronom
- Walentin Konstantinowitsch Iwanow (1908–1992), sowjetischer Mathematiker
- Walentin Kosmitsch Iwanow (1934–2011), sowjetischer Fußballspieler
- Walentin Walentinowitsch Iwanow (* 1961), russischer Fußballschiedsrichter
- Walentina Iwanowa (* 1963), russische Diskuswerferin
- Waleri Iwanow (* 1969), kasachischer Biathlet
- Waleri Jewgenjewitsch Iwanow (1969–2002), russischer Journalist und Politiker
- Wassili Iwanowitsch Iwanow (1885–1938), sowjetischer Politiker
- Wassili Nikolajewitsch Iwanow (* 1972), russischer Schwimmer
- Wassili Wladimirowitsch Iwanow (* 1970), sowjetischer bzw. russischer Fußballspieler und -trainer
- Wiktor Iwanow (Ingenieur) (* 1921), ukrainischer Schiffsbauingenieur
- Wiktor Alexandrowitsch Iwanow (* 1952), russischer Historiker
- Wiktor Nikolajewitsch Iwanow (Ruderer) (1930–2004), sowjetischer Ruderer
- Wiktor Nikolajewitsch Iwanow (Fußballspieler) (* 1960), sowjetischer Fußballspieler
- Wiktor Petrowitsch Iwanow (* 1950), russischer Politiker, KGB (1977–1994)
- Wiktor Semjonowitsch Iwanow (1909–1968), sowjetischer Plakatkünstler
- Wiktor Wladimirowitsch Iwanow (Mathematiker) (* 1929), sowjetischer Mathematiker und Kybernetiker
- Wiktor Wladimirowitsch Iwanow (Boxer) (1956–2007), sowjetischer Boxer
- Wioleta Iwanowa, bulgarische Astronomin
- Witali Wassiljewitsch Iwanow (* 1998), russischer Nordischer Kombinierer
- Witali Wladimirowitsch Iwanow (* 1976), russischer Handballspieler
- Wjatscheslaw Iwanowitsch Iwanow (1866–1949), russischer bzw. sowjetischer Dichter und Philologe
- Wjatscheslaw Nikolajewitsch Iwanow (1938–2024), sowjetischer Ruderer
- Wjatscheslaw Wsewolodowitsch Iwanow (1929–2017), sowjetischer bzw. russischer Philologe
- Wladimir Iwanow (Leichtathlet) (1955–2020), bulgarischer Sprinter
- Wladimir Iwanow (Fußballspieler) (* 1973), bulgarischer Fußballspieler
- Wladimir Alexandrowitsch Iwanow (* 1987), russischer Badmintonspieler
- Wladimir Alexejewitsch Iwanow (1886–1970), russischer Orientalist (Ismailismus-Forschung)
- Wladimir Iwanowitsch Iwanow (1893–1938), sowjetischer Politiker
- Wladimir Romanowitsch Iwanow (1936–2021), sowjetischer Boxer
- Wladimir Sergejewitsch Iwanow (* 1949), sowjetischer Eisschnellläufer
- Wladimir Timofijewitsch Iwanow (* 1940), sowjetischer Volleyballspieler
- Wladimir Wladimirowitsch Iwanow (* 1943), russischer orthodoxer Theologe
- Wolodymyr Iwanow (* 1940), sowjetischer Volleyballspieler
- Wsewolod Wjatscheslawowitsch Iwanow (1895–1963), russischer/sowjetischer Schriftsteller